# Balduin IV av Jerusalem
Balduin IV av Jerusalem, även känd som Balduin Spetälske, född omkring 1160, död 16 mars 1185, var kung av Jerusalem mellan 1174 och 1185.
Balduin IV efterträdde 1174 sin far Amalrik I som kung av Jerusalem. Även känd som den spetälske kungen. Han led från barndomen av spetälska, som slutligen endast tillät honom att på bår medfölja hären i de talrika striderna mellan kristna och muslimska styrkor. Under olika delar av Balduins regering var Raimund III av Tripolis och Guido av Lusignan riksföreståndare. 1183 lät Balduin kröna sin systerson Balduin V till kung, men båda dog inom kort. Under Balduin IV:s regering började på allvar kungariket Jerusalems nedgång och förfall.